# Cervera de los Montes (kommunhuvudort)
Cervera de los Montes är en kommunhuvudort i Spanien.   Den ligger i provinsen Toledo och regionen Kastilien-La Mancha, i den centrala delen av landet, 100 km väster om huvudstaden Madrid. Cervera de los Montes ligger 535 meter över havet och antalet invånare är 346.
Terrängen runt Cervera de los Montes är platt åt sydost, men åt nordväst är den kuperad. Terrängen runt Cervera de los Montes sluttar söderut. Runt Cervera de los Montes är det glesbefolkat, med 17 invånare per kvadratkilometer. Närmaste större samhälle är Talavera de la Reina, 10,0 km söder om Cervera de los Montes. 